# Eustomias crucis
Eustomias crucis är en fiskart som beskrevs av Gibbs och Craddock, 1973. Eustomias crucis ingår i släktet Eustomias och familjen Stomiidae. Inga underarter finns listade i Catalogue of Life.